# Жорж-Луї Буше
Жорж-Луї Буше (фр. Georges-Louis Bouchez; нар. 23 березня 1986, Фрамрі) — бельгійський і валлонський політик, юрист і місцевий урядовець, регіональний парламентарій, сенатор, з 18 листопада 2019 року голова Реформаторського руху.

## Біографія
Жорж-Луї Буше дітячи роки повів у Кольфонтені. провінця Ено, Валонія, здобув освіту в Монсі, у 2007 році здобув ступінь бакалавра права в Університеті Сен-Луїса, а в 2009 році — ступінь магістра публічного права у Вільному університеті Брюсселя. Активіст руху за реформи, у 2009 році увійшов до політичного кабінету віцепрем'єр-міністра та міністра Дідьє Рейндерса. Деякий час працював і академічним викладачем. У 2012 році став членом міської ради в Монсі, а до 2016 року був членом міської ради, відповідальним, зокрема, за фінанси, бюджет та зайнятость. У 2014—2016 роках був членом парламенту Валлонії та парламенту Французької спільноти, де замінив Жаклін Галант. Згодом обіймав різні посади в апараті партії.
На виборах 2019 року невдало балотувався до Палати представників, потім був кооптований до федерального Сенату. У листопаді 2019 року став новим президентом Реформаторського руху, перемігши Дені Дюкарме у другому турі голосування.